# Tilleul
Der Tilleul (deutsch: Linde) ist ein kleiner Fluss in Frankreich, der in den Regionen Normandie und Pays de la Loire verläuft. Er entspringt an der Gemeindegrenze von Ciral und Gandelain, entwässert in einem Bogen von Nordwest nach Südwest durch den Regionalen Naturpark Normandie-Maine und mündet nach rund 17 Kilometern im Gemeindegebiet von Saint-Calais-du-Désert als rechter Nebenfluss in die Mayenne. Auf seinem Weg durchquert der Tilleul die Départements Orne und Mayenne.

## Bezeichnung des Flusses
Der Fluss ändert in seinem Verlauf mehrfach den Namen, so heißt er
- Gué Chartier im Oberlauf,
- Doucelle im Mittelteil und
- Tilleul im Unterlauf.

## Orte am Fluss
(Reihenfolge in Fließrichtung)
- Auberderie, Gemeinde Ciral
- Les Chaussées, Gemeinde Ciral
- La Paquerie, Gemeinde Lignières-Orgères
- Saint Morice, Gemeinde Lignières-Orgères
- Le Désert, Gemeinde Saint-Calais-du-Désert
- Le Pont de Maine, Gemeinde Saint-Calais-du-Désert

## Besonderheit
Die Talniederungen des Flusses im Bereich der Gemeinde Lignières-Orgères stehen unter Naturschutz und bilden unter der Bezeichnung “Vallée de la Doucelle” (Register-Nummer: 520015248) eine ZNIEFF (Französisch zone naturelle d’intérêt écologique, faunistique et floristique) des Typus 1.